# 張元芳 (萬曆己未進士)
張元芳（?—?），號還一，直隸順天府蓟州鎮朔衛官籍。

## 生平
萬曆四十年（1612年）壬子科順天府鄉試舉人，四十七年（1619年）己未科進士，吏部觀政，授兖州府推官，御白莲教有功，天啓三年調補巩昌府推官，四年本省同考，五年升户部廣西司主事，六年調兵部主事，天啓六年（1626年）管理山海关。天啓七年以崔呈秀之婿，荐入铨司，官吏部稽勋司主事，崇祯继位，养病归，崇祯二年京察免职。

## 家族
曾祖张造。祖张浩，寿官。父张士英，留守经历。

## 引用
1. ↑  《萬曆四十七年己未科進士序齒録》
2. ↑  《萬曆四十七年己未科進士履歷》：张元芳，還一，書二房，丁酉七月初二日生。蓟州人，壬子七十，会一百二十六，三甲十五。吏部政，己未授兖州府推官，癸亥养病，本年補巩昌府推官，甲子本省同考，乙丑升户部廣西司主事，丙寅調兵部，本年管山海，丁卯調稽勋司主事，养病，己巳京察。
3. ↑  《临榆县志》
4. ↑  《明史》：崔呈秀，蓟州人……子铎不能文，属考官孫之獬，获乡荐。用其弟凝秀为浙江总兵官，女夫张元芳为吏部主事。
5. ↑  《蓟州志》卷之九·乡贤：張元芳，鶴體松姿，遺塵獨立，為人若不勝衣，言訥如不出口。如臨大節，則凛然不可犯。事母至孝，待人惟謙。潛心理學，不窺園户。登進士，為魯府李官，禦白蓮黨有功，調鞏昌司李，執法不阿，仕至天曹主政，書香不絕。